# 秋色恋華
『秋色恋華』（あきいろれんか）は2005年2月25日にPurple softwareから発売された、18禁恋愛アドベンチャーゲームである。ファンディスク作品である『秋色謳華』（あきいろおうか）、および以上2作品のセット作品である『秋箱』（あきばこ）についても本項で述べる。

## 概要
Purple softwareの6作目にあたる本作品は、「人間関係における秘密」が軸となるテーマで、主人公とヒロインたちがそれを共有したり相手に隠したり、暴露されて信頼関係が崩壊しそうになったりと紆余曲折を経るという形で話が進む。ゲームシステムは会話の途中で選択肢が現れ、その選択によってエンドを迎えるヒロインが決まってゆくというオーソドックスなものとなっている。バッドエンドはどのヒロインとも一定の好感度に達せずに途中で終わってしまうという形では存在するが、秘密を握られ強請られるといった陰惨なストーリーは存在しない。
本作はPurple software初の2万本を出荷したタイトルである。
2008年2月22日に『秋色恋華』と『秋色謳華』の2本がセットになった『秋箱』（あきばこ）が発売された。Windows Vista対応になった他は特に変更点は無い。販売本数は5,000本限定。
2022年4月26日にWindows 10動作確認済のダウンロード版がFANZA独占で配信された。
タイトル画面をしばらく放置しているとキャラクター紹介ムービーが流れ、誕生日・血液型・3サイズ・趣味といったキャラ設定を知ることが出来る。どのキャラが流れるかはランダム。

## ストーリー
主人公新山志伸は数年前から両親の海外出張に伴い、義理の妹の葵とお隣さんで年の離れた幼馴染の英里子と過ごしていた。志伸と英里子は次第に惹かれあい葵には秘密の交際を始めるが、ある日それが発覚し疎遠となる。その後時がたち、隠し事発覚でこじれた3人の関係が修復しつつあった夏休み明けのある日、世界的に有名なテニスプレーヤー南条伊吹が怪我の為一時帰国し、志伸の通う世良学園に通うことになった。

## 登場人物

### メインキャラクター
新山 志伸（にいやま しのぶ）
世良学園の2年生。両親は海外出張で数年前から留守にしており、義妹の葵は芸能活動の関係で別居してたまにしか戻ってこない為一人暮らし状態だが、英里子が何かと世話を焼く為生活には困っていない。ちなみに母親は父親の再婚による継母（葵の実母）で、実母がどうなったかは設定されていない。
南条 伊吹（なんじょう いぶき） 声優：佐々留美子
全米トーナメントをノーシードで優勝した経歴を持つ天才的なテニスプレーヤー。世界中を転戦していたため、志伸のクラスメイトでありつつも学園に顔を出す事は無かったが、今回左腕の怪我という理由で一時帰国した。海外生活が長いせいか変な日本語をしゃべる（語尾に「〜だよ」をやたらにつける）他、好きな食べ物は「具無しインスタントラーメン」という変わった味覚の持ち主である。知名度のわりに偉ぶった所が無く気さくな性格だが、ドジな所があり志伸に「頭のネジが数本は外れている」と称されるほど。髪は黒のロングでいつもはドラゴンテールと呼ばれるポニーテールっぽい髪型である。実は彼女の怪我には秘密が隠されている。
後に『プリミティブリンク』にもゲストキャラとして出演する。
新山 葵（にいやま あおい） 声優：木村あやか
志伸の義妹でクラスメイト。実の父親は出生前に死亡、小学生の時母親が志伸の父親と再婚したため、志伸の妹になる（志伸が4月生まれで葵が翌年の3月生まれの為、満では同い年だが数えでは1歳年下）。2年前からグラビアアイドルとして芸能活動をしている為、普段は事務所が用意したマンションに住んでおり、志伸の所にはたまにしか戻らない。事務所の意向で志伸と義兄妹であることは秘密となっており、クラスメイトも2人は実の兄妹だと思っている。志伸に密かな恋心を抱いているが、志伸と英里子の秘密の関係を知ってしまい、自分の気持ちを言えずにいる。
彼女のみエンディングで流れる歌が違う。
また、後に『あると』にもゲストキャラとして出演する。
愛称は山葵、新山葵。名台詞に「中出しバンバン」がある。
佐川 英里子（さがわ えりこ） 声優：美咲ゆうか
志伸と葵の年の離れた幼馴染。親同士が親友で家族ぐるみの付き合いがあることから志伸の両親の海外出張の折、志伸と葵の保護者代わりを任される。かつては志伸と秘密の恋人付き合いをしていた時期があったが、情事を葵に目撃されて以来疎遠になる。今は世良学園の教師となり志伸のクラス担任になっているが、幼馴染であることは3人の間の秘密にしている。志伸の住むマンションの隣の家に住んでおり、志伸の部屋に窓から入っては朝の目覚ましをしたり、食事を作ったりと世話を焼いている。普段は優しく気さくな性格で、学園内では人気がある。
世良 香澄（せら かすみ） 声優：AYA
志伸のクラスメイト。父親は世良学園の理事にして街の名士、母親は外国人。ハーフで金髪美人のお嬢様、周りからは穏やかで清楚な人物と思われ学園内でも人気が高い。しかしその実ガサツで照れ屋。買い食いが趣味で、特に牛丼が大好物だがイメージが崩れる事を恐れてその事は秘密にしている。
戸倉 真由（とくら まゆ） 声優：大花どん
志伸のクラスメイト。母子家庭で母親も仕事で外出がちの為、現在は妹の翼と二人で暮らしている。家計を助ける為に昼は学園の購買部、夜は牛丼屋でアルバイトと多忙な生活を送っている。無口で無愛想な性格、家庭事情にコンプレックスを抱いており色恋沙汰から遠ざかろうとしている。学業成績は優秀。

### サブキャラクター
結城 隼人（ゆうき はやと） 声優：広野大地
志伸の小学生以来の友人でクラスメイト。顔は悪くないが、告白から一週間以内で失恋してしまうというモテない人物。志伸と異なりかなりのナンパ師。
生方 蘭子（うぶかた らんこ） 声優：深井晴花
伊吹の専属コーチ。伊吹の怪我の秘密を知っている人物である。
小暮 史佳（こぐれ ふみか） 声優：如月美琴
芸能事務所勤務で葵のマネージャー、愛称は「ふ〜みん」。お人よしで葵のワガママにいつも振り回されるが、マネージャーとしての能力は高い。
戸倉 翼（とくら つばさ） 声優：文月かな
真由の妹。アルバイトで多忙な姉に代わり家事万端をこなす。かなりのおませさんで、姉と志伸をくっつけようと色々画策する小悪魔的な所がある。自他共に厳しい真由も彼女には甘く、しばしば振り回される。伊吹や葵のファンでもある。

## スタッフ
- プロデューサー：石川泰
- キャラクターデザイン・原画：月杜尋 / 悠樹真琴
- シナリオ：島津出水 / 秋史恭 / 北川晴 / 山田光一郎
- プログラム：河合優子
- OP曲：「秋色」
  - 作詞：石川泰 / みやび、作編曲：安瀬聖、歌：橋本みゆき
- 挿入歌：「together」
  - 作詞：みやび、作編曲：景家淳、歌：木村あやか
- ED曲：「wintry breeze」
  - 作詞：みやび、作編曲：黒須克彦、歌：橋本みゆき
- BGM：株式会社ランティス
- 営業・広報：みやび

## 秋色謳華 〜秋色恋華ファンディスク〜
秋色謳華（あきいろおうか）は本作品のファンディスクで、コミックマーケット68（2005年8月12日〜14日）で限定発売され、後に少数増産の上メーカー通販された。現在は生産終了。付録以外は『秋箱』に再収録された。（※ちなみに、『秋箱』に収録されるまでは定価の数倍のプレミア価格がつけられ、新品の入手は不可、中古でも手に入れることは困難であった）
公式で発表されている絵柄には、秋色恋華とキャラ違いで全く同じポーズ（秋色恋華：伊吹と葵、秋色謳華：戸倉姉妹）がある。

### 内容
- Another Story 「秋色恋華-翼-」

戸倉翼をメインヒロインにしたストーリー。志伸の住むマンションの外壁を全面改修する工事を行う為マンションが一時的に居住不能になってしまい、伊吹と共に戸倉家に厄介になるという内容。後に全女性キャラが集結して一時的に家族となって過ごす様が描かれる。
このストーリーは「家族」をテーマとしたものだが、本作品発売の僅か3ヵ月後に構造計算書偽造問題を初めとするマンションの欠陥問題が現実に起こり、ユーザーの注目は設定の生々しさに向かってしまった。
- Short Story

各ヒロインとの後日談などを収録。全10本+2本。本編では存在しない戸倉翼と小暮史佳とのHシーンも収録されている。
- デスクトップアクセサリー類

スクリーンセーバー・壁紙・ボイスクロック・過去の販促物イラスト集・OPムービー集。
- 「Growth」マキシシングル

OPテーマ曲のフルバージョンマキシシングル（詳細は後述）
- その他

タイトル画面を放置していると「なぜなにあきいろ」というタイトルのキャラクター紹介ムービーが流れる（どのキャラが流れるかはランダム）。ちなみに「なぜなにあきいろ」はアニメ『機動戦艦ナデシコ』内の「なぜなにナデシコ」のパロディ。

### スタッフ
- シナリオ：山田光一郎
- OP曲「Growth」
  - 作詞：みやび、作編曲：景家淳、歌：橋本みゆき

他スタッフは『秋色恋華』に同じ。

## 関連商品

### CD
- 秋色恋華オリジナルサウンドトラック
  - 2005年4月27日にランティスより発売(LACA-5378)。「秋色」「wintry breeze」「together」のフルコーラスバージョン、他収録。

| #         | タイトル                                       | 作詞      | 作曲           | 編曲       | 時間 |
| --------- | ---------------------------------------------- | --------- | -------------- | ---------- | ---- |
| 1.        | 「秋色 -short size-」(歌：橋本みゆき)          |           | 安瀬聖         | 安瀬聖     | 2:03 |
| 2.        | 「Autumn Breath」                              |           | 加持久忍       |            | 2:18 |
| 3.        | 「Aggiustamente」                              |           | 安瀬聖         |            | 1:54 |
| 4.        | 「Schiettamente」                              |           | 安瀬聖         |            | 1:57 |
| 5.        | 「Keep Pace」                                  |           | 加持久忍       |            | 2:25 |
| 6.        | 「Affection Of Innocence」                     |           | 加持久忍       |            | 2:08 |
| 7.        | 「Dear」                                       |           | 清水永之       |            | 2:09 |
| 8.        | 「my life」                                    |           | 野中“まさ”雄一 |            | 1:43 |
| 9.        | 「across the avenue」                          |           | 東隆行         |            | 2:18 |
| 10.       | 「calm night」                                 |           | 野中“まさ”雄一 |            | 1:48 |
| 11.       | 「close to...」                                |           | 野中“まさ”雄一 |            | 1:40 |
| 12.       | 「conciliation」                               |           | 野中“まさ”雄一 |            | 1:30 |
| 13.       | 「happy and so happy」                         |           | 野中“まさ”雄一 |            | 1:41 |
| 14.       | 「sorrow」                                     |           | 野中“まさ”雄一 |            | 1:37 |
| 15.       | 「take it easy」                               |           | 清水永之       |            | 1:56 |
| 16.       | 「welcome to wonderland」                      |           | 清水永之       |            | 1:42 |
| 17.       | 「cloudy mind」                                |           | 清水永之       |            | 2:15 |
| 18.       | 「recall...」                                  |           | 清水永之       |            | 2:07 |
| 19.       | 「wandering」                                  |           | 清水永之       |            | 2:14 |
| 20.       | 「wintry breeze -short size-」(歌：橋本みゆき) |           | 黒須克彦       | 黒須克彦   | 4:32 |
| 21.       | 「秋色」(歌：橋本みゆき)                       |           | 安瀬聖         | 安瀬聖     | 5:09 |
| 22.       | 「wintry breeze」(歌：橋本みゆき)              |           | 黒須克彦       | 黒須克彦   | 5:21 |
| 23.       | 「together」(歌：木村あやか)                   |           | 景家淳         | 景家淳     | 5:16 |
| 24.       | 「秋色 -instrumental-」                        |           | 安瀬聖         | 安瀬聖     | 5:09 |
| 25.       | 「wintry breeze -instrumental-」               |           | 黒須克彦       | 黒須克彦   | 5:21 |
| 26.       | 「秋色 -hard style arrange-」(歌：橋本みゆき)  |           | 安瀬聖         | 鈴木マサキ | 5:01 |
| 合計時間: | 合計時間:                                      | 合計時間: | 合計時間:      | 73:14      |      |
- 秋色恋華CDドラマ 〜葵のクイズでGOGO!〜
  - 2005年9月7日にランティスより発売(LACA-5423)。新山志伸役の声優は泰勇気、他はゲーム版に同じ。
  - 挿入歌：「INFINITY」
    - 作詞：橋本みゆき、作編曲：黒須克彦、歌：橋本みゆき
- 紫盤 Vocal Selection
  - 2006年5月4日、DreamParty東京にて先行販売。後メーカー通販。「秋色」「wintry breeze」「Growth」のフルコーラス版の他、『まじぷり -Wonder Cradle-』『あると』の曲も収録（「together」「INFINITY」は収録されていない。）

### ファンブック
- 『秋色恋華』〜秋色いまさらファンブック〜
  - 2007年12月29日〜31日のコミックマーケット73にて販売。後メーカー通販。